# جائزة إيطاليا الكبرى 1972
جائزة إيطاليا الكبرى 1972 هو سباق فورمولا 1 أقيم بتاريخ 10 سبتمبر 1972 في حلبة مونزا. كان العاشر من أصل 12 في بطولة العالم لسباقات الفورمولا واحد موسم 1972. حلّ البرازيلي إيمرسون فيتيبالدي أولا.